# Зарево (Адигея)
Зарево (рос. Зарево; адиг. Зарево) — селище Шовгеновського району Адигеї Росії. Входить до складу Заревського сільського поселення.
Населення — 998 осіб (2015 рік).